# 핀토 (칠레)
핀토(스페인어: Pinto)는 칠레 비오비오주 뉴블레 현의 코무나이다.